# Шут, Артём Сергеевич
Артём Сергеевич Шут (бел. Арцём Сяргеевіч Шут; род. 18 июня 1995, Мозырь, Гомельская область) — белорусский футболист, защитник.

## Клубная карьера
В 2013 году начал свою карьеру футболиста в «Славии», выступая за дубль. По итогам сезона мозырьский клуб вылетел в Первую лигу и не участвовал в турнире дублирующих команд, поэтому Шут был переведён в основной состав «Славии», где и дебютировал 19 апреля 2014 года в матче первого тура против «Смолевичи-СТИ», выйдя на замену на 82-й минуте. Закрепиться в основе ему не удалось, к концу сезона он появился на поле ещё дважды.
По итогам сезона 2014 «Славия» вернулась в Высшую лигу, а Шут вновь оказался в дубле. 27 апреля 2015 года он дебютировал в национальном чемпионате, когда из-за травм основных игроков вышел в стартовом составе на позиции центрального защитника в победном матче против «Торпедо-БелАЗ» (1:0). В сезоне 2015 он шесть раз выходил на поле в Высшей лиге. Однако в сезоне 2016 он выступал только за дубль и в основном составе не появлялся.
В марте 2017 года он продлил контракт со «Славией». В сезоне 2017 года продолжил выступать за дубль, но в основной состав не попал. В сезоне 2018 года Шут был заявлен в состав «Славии» в Первой лиге, но так и не вышел на поле и завершил карьеру из-за травмы колена.
Позже начал работать детским тренером по футболу в Мозыре.

## Статистика
| Сезон | Дивизион | Клуб          | Страна        | Матчи | Голы |
| ----- | -------- | ------------- | ------------- | ----- | ---- |
| 2013  | дубль    | Славия-Мозырь | Флаг Беларуси | 21    | 0    |
| 2014  | Д2       | Славия-Мозырь | Флаг Беларуси | 3     | 0    |
| 2015  | Д1       | Славия-Мозырь | Флаг Беларуси | 6     | 0    |
| 2016  | дубль    | Славия-Мозырь | Флаг Беларуси | 12    | 0    |
| 2017  | дубль    | Славия-Мозырь | Флаг Беларуси | 13    | 0    |
| 2018  | Д2       | Славия-Мозырь | Флаг Беларуси | 0     | 0    |